# سانفورد روبنسون غيفورد
سانفورد روبنسون غيفورد (بالإنجليزية: Sanford Robinson Gifford)‏ هو رسام أمريكي، ولد في 10 يوليو 1823 في غرينفيلد في الولايات المتحدة، وتوفي في 29 أغسطس 1880 في نيويورك في الولايات المتحدة.